# Mormonia serena
Mormonia serena är en fjärilsart som beskrevs av W.H. Edwards 1864. Mormonia serena ingår i släktet Mormonia och familjen nattflyn. Inga underarter finns listade i Catalogue of Life.